# Parafia Narodzenia Najświętszej Maryi Panny w Szreniawie
Parafia Narodzenia Najświętszej Maryi Panny w Szreniawie – parafia rzymskokatolicka, znajdująca się w diecezji sosnowieckiej, w dekanacie XXII – św. Katarzyny w Wolbromiu.
Do roku 1992 parafia znajdowała się w diecezji kieleckiej. 
Do 1976 roku do parafii należała wieś Szarkówka.